# تابعية

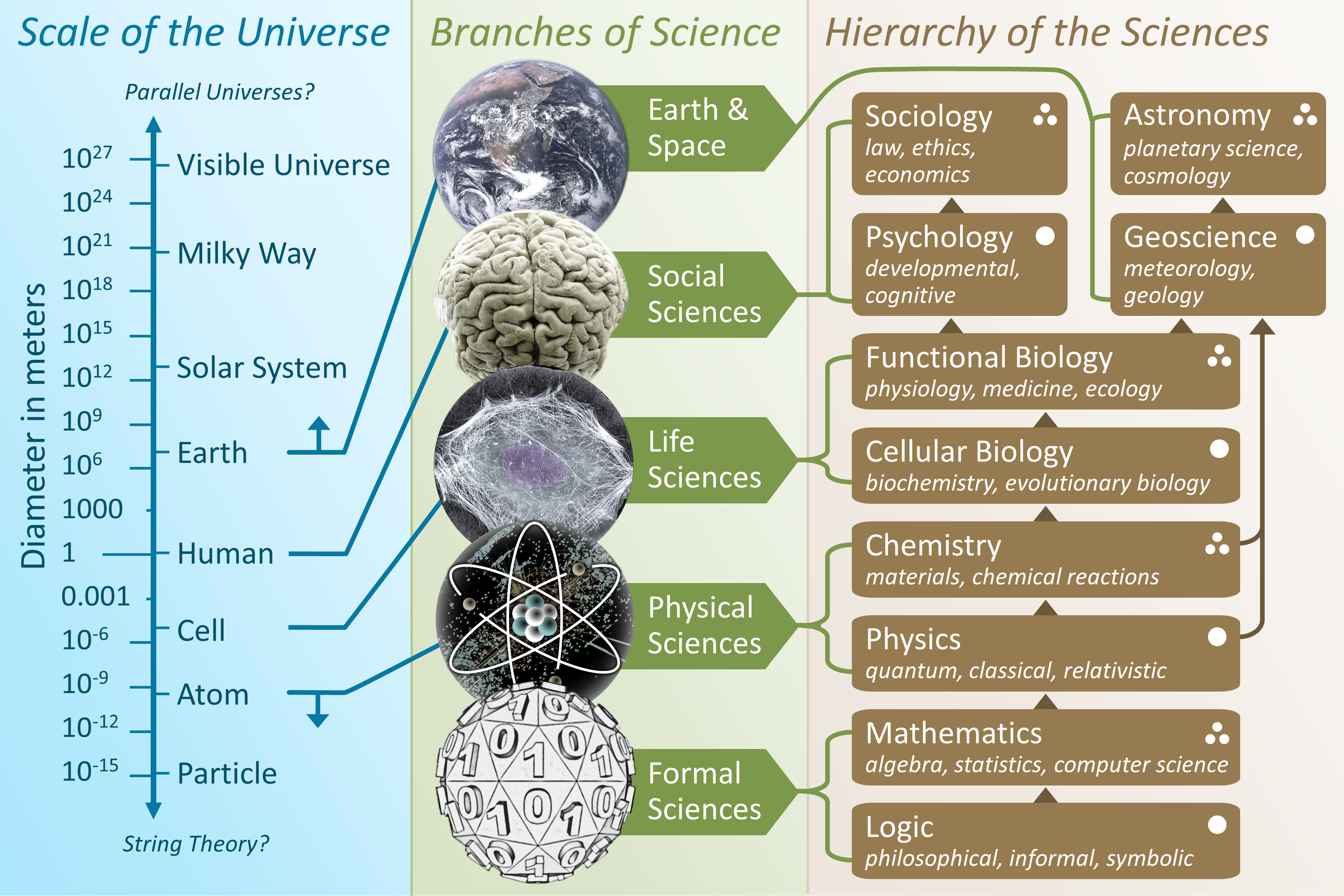

في الفلسفة، التابعية (Supervenience) هو مصطلح يستخدم لوصف العلاقة بين الخصائص، ولهذا المصطلح أهمية كبيرة في مجال ما فوق الأخلاق وفلسفة العقل، إذ يستخدم لوصف العلاقة بين الخصائص الأخلاقية والذهنية، لكل المجالين المذكورين على الترتيب، وذلك مع الخصائص الفيزيائية.
إن الإجابة على التأويل والتفسير الصحيح لوصف التابعية لخاصية ما أمر مهم وأساسي لمعقولية المدرستين الاختزالية والفيزيائية. استخدمت التابعية تقليدياً من أجل وصف العلاقة بين زمرة من الخصائص بأسلوب لا يتضمن استخدام علاقة اختزالية قوية.
يمكن التعبير عن مفهوم التابعية بالقول أن خصائص المستويات العليا لنظام ما تتحدد بخصائص المستويات الدنيا لذلك النظام. على سبيل المثال، فإنه حسب وجهو نظر التابعية، فإن الخصائص الاجتماعية تتبع الخصائص النفسية، والتي بدورها تتبع الخصائص الحيوية، والتي بدورها تتبع الخصائص الكيميائية. بالتالي فإن الحالات الذهنية يمكن أن تحدث فقط في الأنظمة التي لها خصائص فيزيائية، أي الأنظمة الفيزيائية.

## اقرأ أيضاً
- الانبثاقية
- الفيزيائية
- فلسفة العقل